# Morimondo
Morimondo é uma comuna italiana da região da Lombardia, província de Milão, com cerca de 1.131 habitantes. Estende-se por uma área de 26 km², tendo uma densidade populacional de 44 hab/km². Faz fronteira com Abbiategrasso, Abbiategrasso, Vermezzo, Gudo Visconti, Zelo Surrigone, Ozzero, Rosate, Vigevano (PV), Bubbiano, Casorate Primo (PV), Besate.
Pertence à rede das Aldeias mais bonitas de Itália e à rede das Cidades Cittaslow.

## Demografia
| Variação demográfica do município entre 1861 e 2011                               |
|                                                                                   |
| Fonte: Istituto Nazionale di Statistica (ISTAT) - Elaboração gráfica da Wikipedia |